# Zienia Merton
Zienia Merton (Burma, 1945. december 11. – 2018. szeptember 14.) brit színésznő.

## Fontosabb filmjei
- Masters of Venus (1962)
- Ki vagy, doki? (Doctor Who) (1964, tv-sorozat, hét epizódban)
- Help! (1965)
- The Chairman (1969)
- Szerencsevadászok (The Adventurers) (1970)
- Wenn du bei mir bist (1970)
- Casanova (1971, tv-film)
- Utazás a fekete napon át (Journey Through the Black Sun) (1976, tv-film)
- Az idegenek támadása (Alien Attack) (1976, tv-film)
- Alfa holdbázis (Space: 1999) (1975–1977, tv-sorozat, 35 epizódban)
- Az Angyal visszatér (Return of the Saint) (1978, tv-sorozat, egy epizódban)
- Dempsey és Makepeace (Dempsey and Makepeace) (1985, tv-sorozat, egy epizódban)
- Lovejoy (1986, tv-sorozat, egy epizódban)
- Baleseti sebészet (Casualty) (1986–2002, tv-sorozat, négy epizódban)
- EastEnders (1998–2003, tv-sorozat, hat epizódban)
- A tavak (The Lakes) (1999, tv-sorozat, egy epizódban)
- Doktorok (Doctors) (2001–2011, tv-sorozat, három epizódban)
- Dinotópia – Őslények szigete (Dinotopia) (2002, tv-film)
- Sarah Jane kalandjai (The Sarah Jane Adventures) (2009, tv-sorozat, két epizódban)